# La Conseillère anthropophage
Pour plus de détails, voir Fiche technique et Distribution.
La Conseillère anthropophage (La concejala antropófaga) est un court-métrage espagnol réalisé par Pedro Almodóvar, sorti en 2009.
Il s'agit d'une scène prolongeant le film Étreintes brisées où Almodóvar parodie son propre film Femmes au bord de la crise de nerfs. Dans Étreintes brisées, un des personnages principaux, Mateo Blanco (incarné par Lluís Homar), réalise en effet un film, intitulé Femmes et Valises (Chicas y Maletas), qui reprend et détourne plusieurs éléments de Femmes au bord de la crise de nerfs. Le court-métrage La Conseillère anthropophage est ainsi une autre scène de ce faux film, centrée sur le monologue du personnage de Chon.
Ce film est présent en supplément du DVD de Étreintes brisées et a aussi été diffusé à la télévision espagnole.

## Synopsis
Chon, une conseillère municipale, attend dans l'appartement de son amie Pina après le départ de celle-ci. Elle veille sur Maribel, endormie dans la cuisine après avoir bu du gaspacho contenant des somnifères. Exubérante et bavarde, Chon soliloque et raconte ses fantasmes...

## Fiche technique
- Titre français : La Conseillère anthropophage
- Titre original : La concejala antropófaga
- Réalisation : Pedro Almodóvar (crédité sous le nom de Mateo Blanco)
- Scénario : Pedro Almodóvar (crédité sous le nom de Harry 'Huracán' Caine)
- Photographie : Joaquín Manchado
- Production : Agustín Almodóvar
- Société de production : El Deseo
- Pays d'origine :  Espagne
- Langue originale : espagnol
- Genre : comédie
- Format : couleurs - 1,85:1
- Durée : 8 minutes

## Distribution
- Carmen Machi : Chon
- Penélope Cruz : Pina
- Marta Aledo : Maribel